# جستان بن مرزبان
جستان اول بن مرزبان (درگذشت ۹۶۰ میلادی) حاکم سالاریبود (۹۵۷–۹۶۰). وی فرزند و جانشین مرزبان بن محمد بود.

## زندگی‌نامه
مرزبان بن محمد برادرش وهسودان بن محمد را به عنوان جانشین خود تعیین کرده بود. با این حال، هنگامی که او به آذربایجان آمد، فرماندهان قلعه‌ها از تسلیم شدن وی امتناع ورزیدند، و در عوض پسر مرزبان، جستان اول بن مرزبان اول را به عنوان جانشین خود شناختند.  قادر به برقراری حکومت او نیست در استان، وهسودان به طارم بازگشت. جوستان به عنوان حاکم در آذربایجان شناخته شد، و برادرش ابراهیم اول بن مرزبان اول فرماندار  دوین شد. به نظر می‌رسد که جوستان در درجه اول به حرمسرایش اهمیت می‌داده‌است.
اندکی بعد جستان و برادر دیگرش، ناصر، به طارم آمدند، و در آنجا توسط وهسودان، که پسرش اسماعیل بن وهسودان را به تصرف آذربایجان فرستاده‌بود، زندانی شدند. ابراهیم برای مقابله با اسماعیل لشکری در ارمنستان به وجود آورد و وهسودان با شنیدن این خبر جستان، مادر وی، و ناصر را اعدام کرد. ابراهیم توسط اسماعیل از آذربایجان رانده شد، اما حکومت خود را در دوین حفظ کرد.